# 北茨城市立明徳小学校
北茨城市立明徳小学校（きたいばらきしりつ めいとくしょうがっこう）は、茨城県北茨城市磯原町にある公立小学校。

## 沿革
- 1873年（明治6年）7月9日 - 長福寺本堂仮校舎（1学級）を置き、大塚小学校開設。
- 1886年（明治19年）11月 - 豊田尋常小学校と改称し、内野校を置く。
- 1889年（明治22年）4月 - 北中郷尋常小学校と改称。
- 1893年（明治26年）4月26日 - 木皿尋常小学校と改称。
- 1912年（明治45年）4月1日 - 内野分校廃校。
- 1913年（大正2年）4月1日 - 高等科設置。
- 1934年（昭和9年）4月1日 - 磯原明徳尋常高等小学校と改称。
- 1941年（昭和16年）4月1日 - 国民学校令により、磯原明徳国民学校と改称。
- 1947年（昭和22年）4月1日 - 学制改革により、多賀郡磯原町立明徳小学校と改称。
- 1956年（昭和31年）3月31日 - 合併により、北茨城市立明徳小学校と改称。
- 1958年（昭和33年）9月9日 - 校歌制定。
- 1963年（昭和38年）5月13日 - 鉄筋3階建校舎が完成（教室6・特別室3）。
- 1965年（昭和40年）1月18日 - 完全給食実施。
- 1969年（昭和44年）4月9日 - 体育館竣工。
- 1971年（昭和46年）9月 - 噴水花壇完成。
- 1973年（昭和48年）9月30日 - 創立百周年記念行事（運動会・ブロンズ像設立・郷土室設立・植樹祭・明徳誌発行）開催。
- 1977年（昭和52年）3月10日 - 校旗新調（昭和51年度卒業生寄贈）。
- 1978年（昭和53年）6月18日 - PTA奉仕により、土俵完成。
- 1987年（昭和62年）11月 - 日時計花壇設置。
- 1989年（平成元年）
  - 1月 - 校庭樹木移植。
  - 3月 - プール完成。
  - 10月 - ブランコ設置。
- 1990年（平成2年）
  - 3月 - 体育館屋根塗装工事。
  - 5月 - 藤棚完成。
- 1992年（平成4年）2月 - 桜及び花桃苗木を植樹。
- 2003年（平成15年）9月 - 新校舎建築開始。
- 2004年（平成16年）9月 - 新校舎完成。
- 2005年（平成17年）9月 - 新体育館建設開始。
- 2006年（平成18年）
  - 3月 - 新体育館完成。
  - 3月12日 - 新校舎落成記念式典挙行。
- 2009年（平成21年）
  - 1月 - 遊具（コンビネーション・高鉄棒・雲梯）設置。
  - 12月28日 - 遊具（ロープスライダー）設置。
- 2011年（平成23年）3月11日 - 14時46分頃に発生した東日本大震災（東北地方太平洋沖地震）により、渡り廊下の屋根が落下し、体育館の天井がはがれ、花壇南側の石垣ずれるなどの被害が生じた。
- 2012年（平成24年）3月 - 震災被害箇所の修理が完了。
- 2013年（平成25年）6月1日 - 春季大運動会開催（この年度から秋季から春季への移行）。
- 2021年（令和3年）4月 - GIGAスクール構想により、タブレットを全児童へ整備。
- 2023年（令和5年）7月 - 創立150周年記念式典挙行し、記念行事（ステンドグラス作品・記念絵画・記念誌）開催。

## 通学区域
- 磯原町（木皿・内野・大塚・上相田）

## 進学先中学校
- 北茨城市立磯原中学校

## 周辺
- 茨城県道・福島県道10号日立いわき線
- 茨城県道299号里見南中郷停車場線
- 地蔵堂
- 王子神社

## アクセス
- 北茨城市巡回バス「[3]磯原線」で、上木皿停留所下車後、徒歩約275 m・約4分。

## 関係者

### 出身者
- 細川成也 - プロ野球選手[1]